# Chiesa di San Girolamo (Fiume)
La chiesa di San Girolamo (in croato: Crkva svetog Jeronima) è un edificio di culto cattolico situato nel centro storico della città croata di Fiume.

## Storia
Nel 1315 i conti di Duino diedero il via alla costruzione di un complesso monastico per l'ordine di Sant'Agostino con annessa una chiesa. Quest'ultima fu completata nel 1363, mentre il convento verrà terminato solamente nel 1408.
In seguito al terremoto che colpì Fiume nel 1750, la chiesa fu rifatta ed ampliata in stile barocco nel 1768. Vent'anni dopo l'imperatore Giuseppe II soppresse l'ordine degli Agostiniani e ne vendette i beni. Nel 1880 fu rifatto il pavimento e le 23 lapidi funebri che adornavano furono collocate nel chiostro del convento.

## Descrizione
La chiesa presenta una facciata e l'interno dalle forme barocche, frutto dei rifacimenti della seconda metà del XVIII secolo. Sul retro della chiesa sono visibili l'abside e le finestre gotiche, ultimi resti dell'edificio originario del XIV secolo.
L'altar maggiore, del 1744, è opera dello scultore Antonio Michelazzi. La pala d'altare tardo seicentesca della Vergine con San Girolamo e Sant'Agostino è invece di un autore sconosciuto.